# ابهنپور
ابهنپور (به لاتین: Abhanpur) در هند است که در چتیسگر واقع شده‌است.